# Le Mesnil-Bacley
Le Mesnil-Bacley település Franciaországban, Calvados megyében. Lakosainak száma 195 fő (2018. január 1.). Le Mesnil-Bacley Heurtevent, Livarot, Montviette és Saint-Michel-de-Livet községekkel határos.

## Népesség
A település népességének változása:
| Lakosok száma | 217  | 229  | 220  | 220  | 177  | 218  | 218  | 210  | 197  | 195  |
|               | 1962 | 1968 | 1982 | 1990 | 1999 | 2008 | 2011 | 2013 | 2017 | 2018 |